# 洛泽河镇
洛泽河镇，是中华人民共和国云南省昭通市彝良县下辖的一个乡镇级行政单位。

## 行政区划
洛泽河镇下辖以下地区：
毛坪村、洛泽河村、发路村、仓盈村、献鸡村、簸以村、雄块村、岭东村、虎丘村、大寨村、龙潭村、太平村和笋叶村。